# Cestrum stuebelii
Cestrum stuebelii là loài thực vật có hoa trong họ Cà. Loài này được Hieron. ex Francey mô tả khoa học đầu tiên năm 1936.